# ميريديث ماكغراث
ميريديث ماكغراث (بالإنجليزية: Meredith McGrath)‏ مواليد 28 أبريل 1971 في ميشيغان، الولايات المتحدة، هي لاعبة كرة مضرب أمريكية تلعب باليد اليمنى. هي إحدى بطلات الجراند سلام. أعلى تصنيف لها في الفردي كان المركز الـ 18 في سنة 1996.

## بطولات حققتها
- بطولة ويمبلدون

## روابط خارجية
- ميريديث ماكغراث على موقع رابطة محترفات التنس (الإنجليزية)
- ميريديث ماكغراث على موقع الاتحاد الدولي لكرة المضرب (الإنجليزية)
- ميريديث ماكغراث على موقع خلاصة التنس.كوم (الإنجليزية)